# Orbis (tidskrift)
Orbis är en referentgranskad akademisk tidskrift om internationella relationer och USA:s utrikespolitik, utgiven av Elsevier på uppdrag av Foreign Policy Research Institute. Orbis grundades av Robert Strausz-Hupe som svar på hans missnöje med Council on Foreign Relations Foreign Affairs, där han aldrig publicerade en artikel. Strausz-Hupé var även chefredaktör för tidningen från den första utgåvan 1957 till 1969, då han efterträddes av William R. Kintner.